# Silleruds distrikt
Silleruds distrikt är ett distrikt i Årjängs kommun och Värmlands län. Distriktet ligger omkring Sillerud i sydvästra Värmland. En mindre del av distriktet (den norra delen av Dalboredden) ligger i Dalsland.

## Tidigare administrativ tillhörighet
Distriktet inrättades 2016 och utgörs av Silleruds socken i Årjängs kommun.
Området motsvarar den omfattning Silleruds församling hade vid årsskiftet 1999/2000.

## Tätorter och småorter
I Silleruds distrikt finns två småorter men inga tätorter. 

### Småorter
- Sillerud
- Tenvik